# Сарсаз (Шаранський район)
Сарса́з (рос. Сарсаз, башк. Һарыһаҙ) — присілок у складі Шаранського району Башкортостану, Росія. Входить до складу Дютюлинської сільської ради.
Населення — 273 особи (2010; 313 у 2002).
Національний склад:
- татари — 60 %
- башкири — 39 %